# Balkenschröter

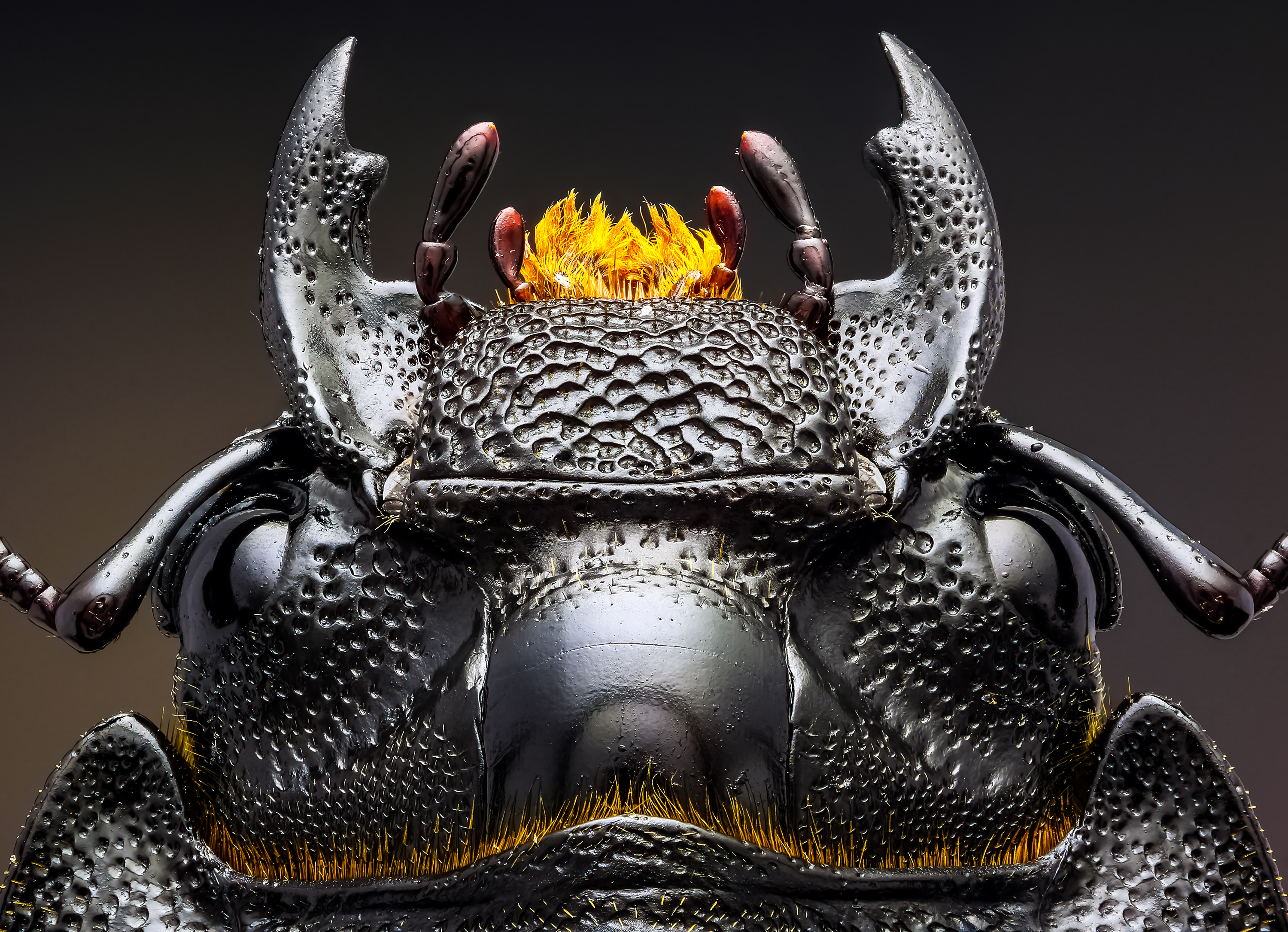
Detailansicht des Kopfes eines Weibchens (Bild mittels Focus stacking erstellt)

Der Balkenschröter (Dorcus parallelipipedus), auch Zwerghirschkäfer genannt, ist ein Käfer aus der Familie der Schröter (Lucanidae).

## Beschreibung
Der 16 bis 32 Millimeter lange Körper des Balkenschröters ist matt dunkelbraun bis schwarz. Der Kopf ist breit. Dieser ist beim Männchen viel breiter als beim Weibchen. Kopf, Halsschild und gerunzelte Flügeldecke sind punktiert. Die Schienen des ersten Beinpaares besitzen auf der Oberseite mehrere Leisten und Längsrinnen. Er hat zehngliedrige Fühler mit vier Endgliedern. Seine kräftigen Kiefer sind scharf und sogar in der Lage, menschliche Haut zu durchdringen. Insgesamt ähnelt die Form der der Hirschkäferweibchen.
Die Larven werden je nach Larvenstadium 20 bis 58 mm lang, sind schmutzig weiß gefärbt und am Hinterleib leicht rötlichgrau durchscheinend. Der gewölbte, gelb bis orangebraun gefärbte Kopf ist so breit wie der Körper und die Spitzen der Oberkiefer sind schwarz gefärbt. Sie ähneln den Larven des Hirschkäfers und der Rosenkäfer, die auch in Totholz leben. 

## Lebensweise
Der Balkenschröter ist sowohl tag- als auch nachtaktiv. Er ernährt sich von Baumsäften, die er aufleckt, und hält sich zwischen Mai und Juli in Laubwäldern oder Obstgärten mit altem Baumbestand auf. Dort findet sich der Käfer häufig im morschen Holz umgestürzter Bäume, in denen er auch seine Eier ablegt und wo sich die Larven ausbilden. Die Larven verpuppen sich nach zwei bis drei Jahren. Die Käfer schlüpfen im Spätsommer und überwintern noch am Ort. Erst im darauffolgenden Frühjahr verlassen sie den Verpuppungsort.

## Galerie

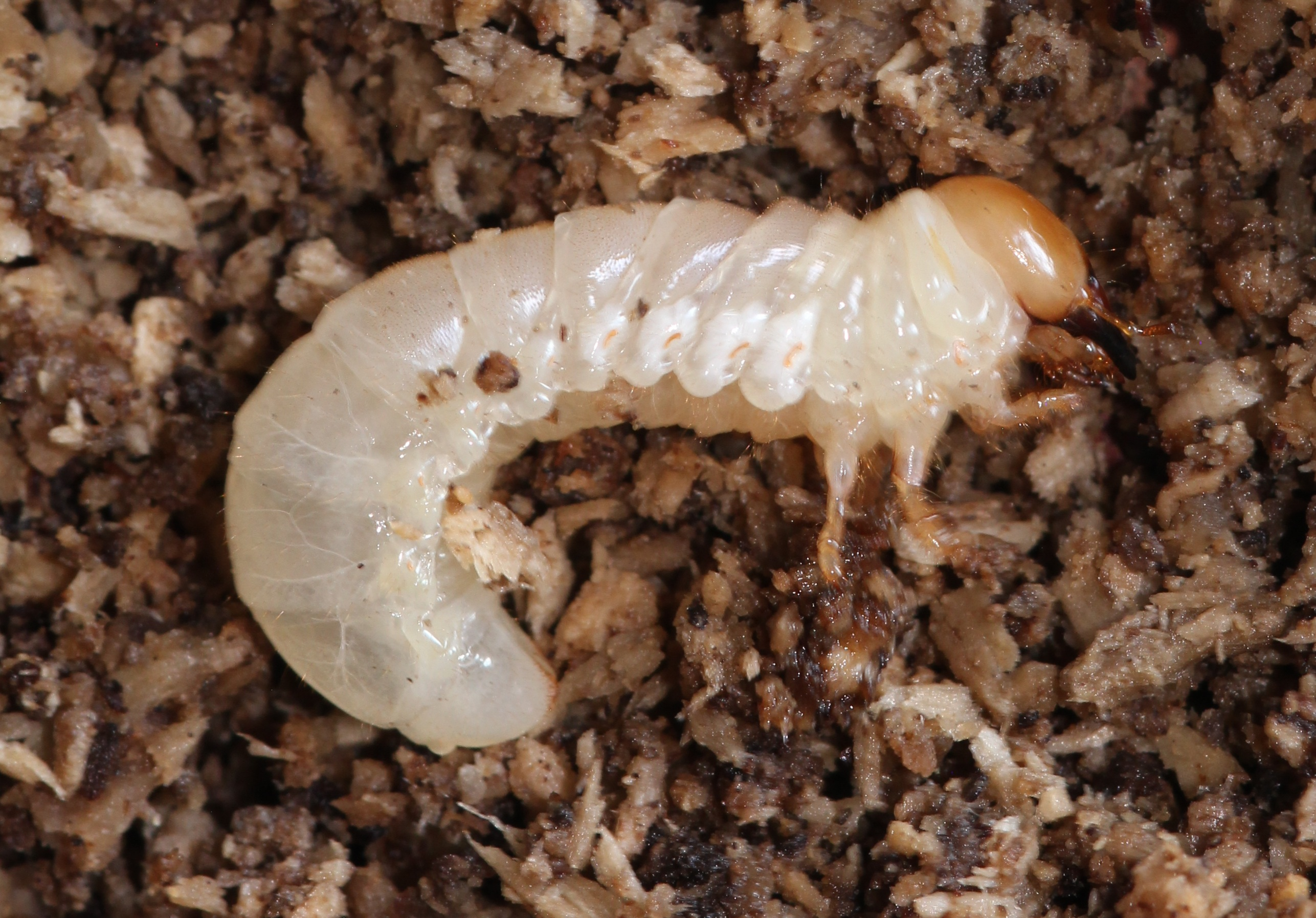
Larve
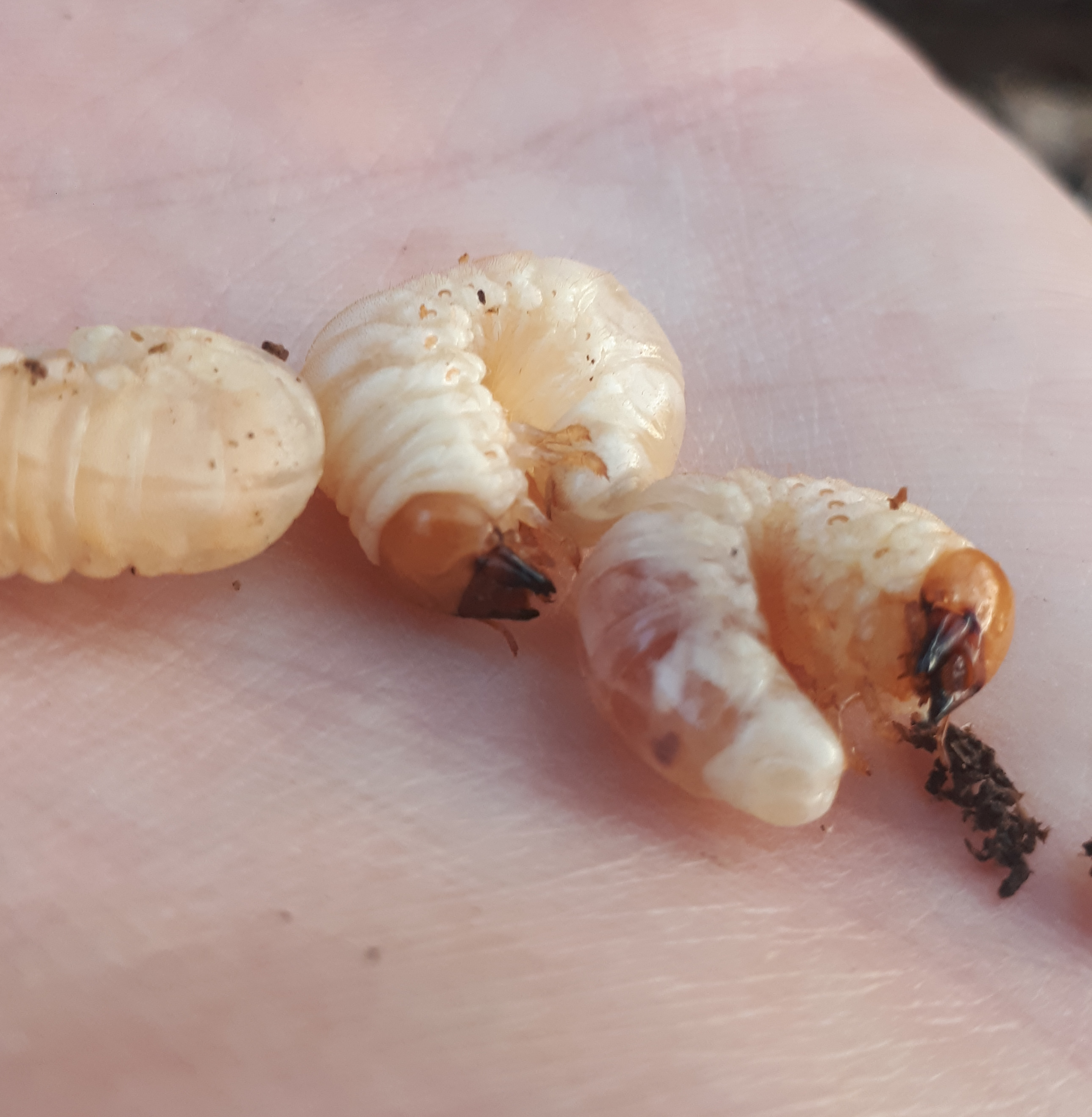
Mehrere Larven
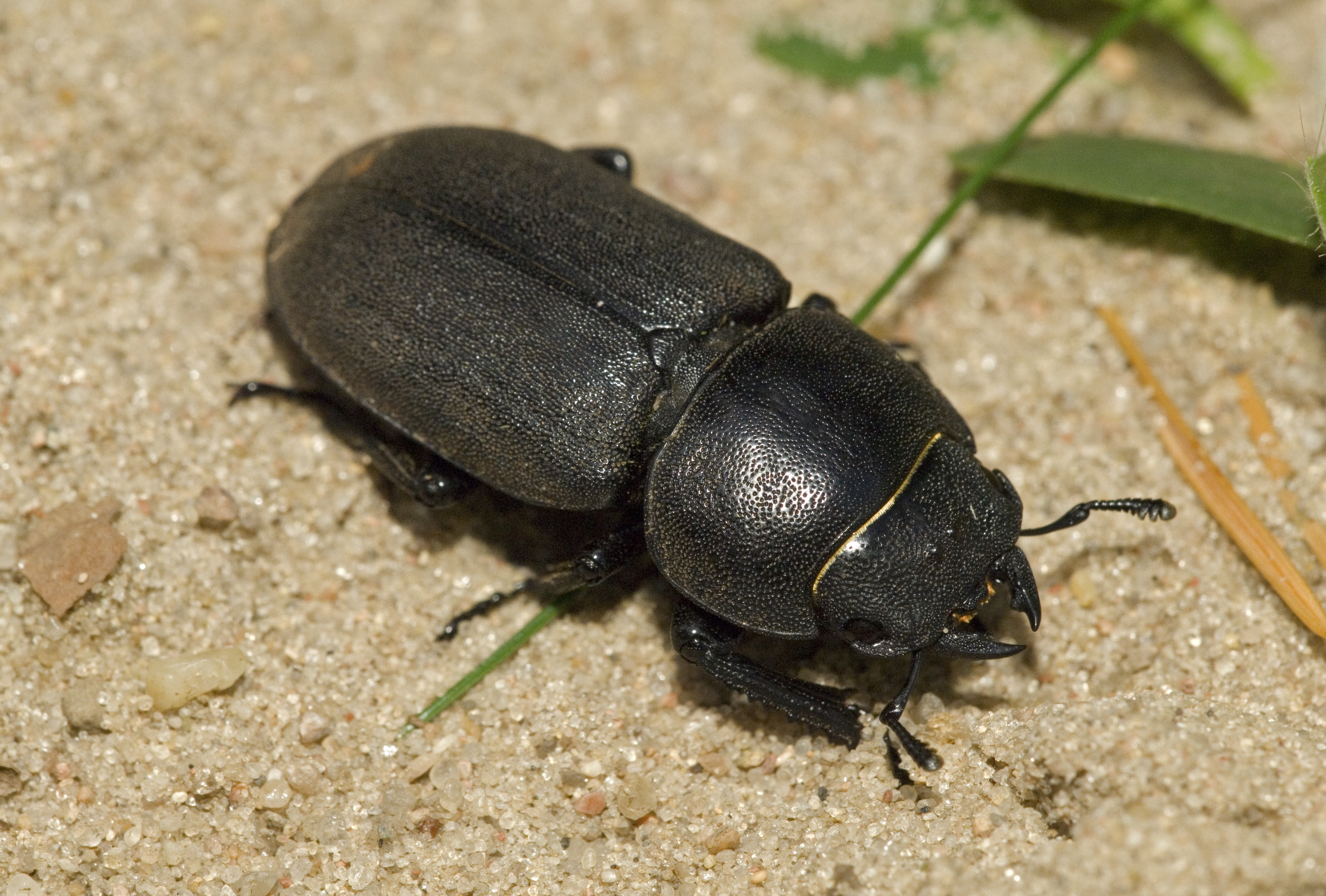
Weibchen
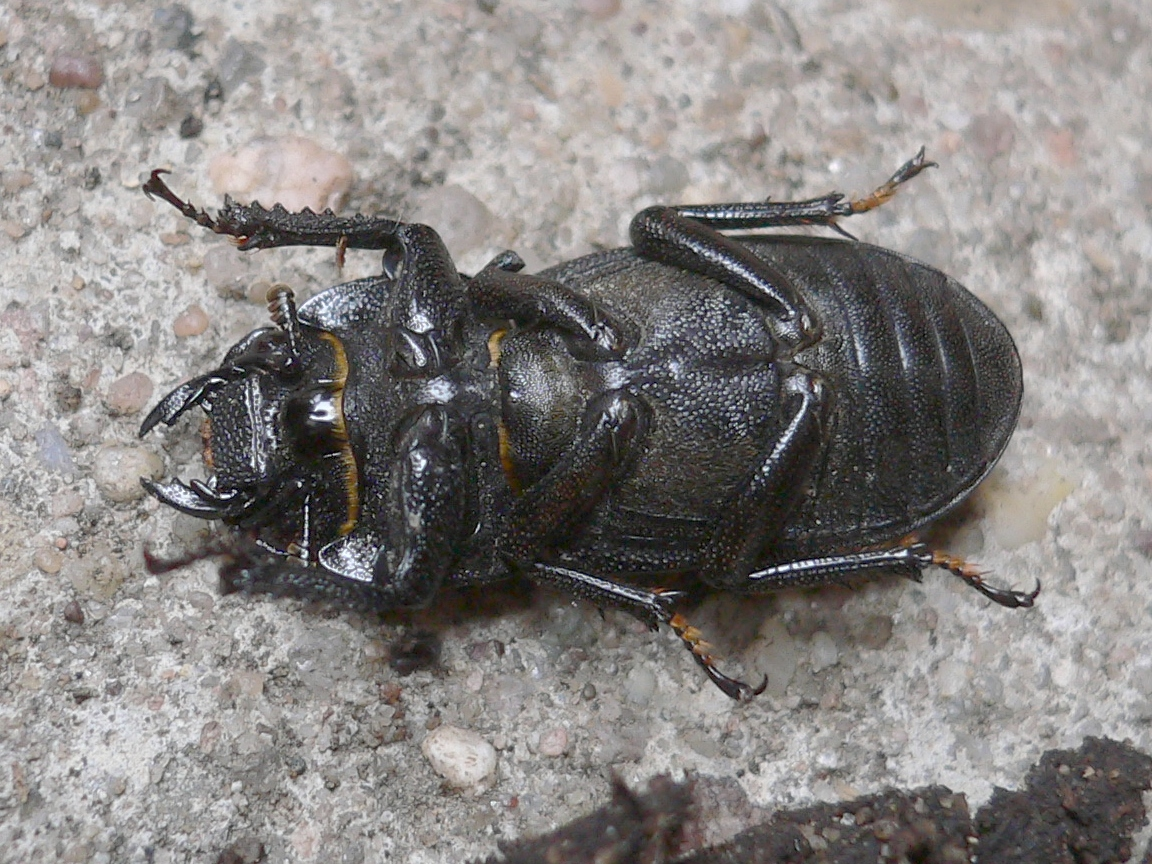
Unterseite eines Weibchens